# Himmelblå lungeurt
Himmelblå lungeurt (Pulmonaria angustifolia) er en 15-30 cm høj urt, der i Danmark vokser på tørre skrænter et enkelt sted på Sjælland.

## Beskrivelse
Himmelblå lungeurt er en flerårig urt med en opstigende vækst. Stænglerne er blødhårede og runde i tværsnit. Bladene i den grundstillede roset er lancetformede med en nedløbende bladplade, mens de spredtstillede stængelblade er elliptiske. Alle er tæt behårede og har hel rand. Oversiden er lyst grågrøn, mens undersiden er en del lysere.
Blomstringen sker i april-maj, hvor blomsterne sidder i små, endestillede stande. De enkelte blomster er 5-tallige, tragtformede og lyseblå. Frugterne er glatte delfrugter.
Rodnettet består af en krybende jordstængel og trævlede rødder.
Højde x bredde og årlig tilvækst: 0,25 x 0,25 m (25 x 25 cm/år).

## Voksested
Arten er hjemmehørende i det centrale og sydøstlige Europa med spredte forekomster i Italien, Frankrig, Sverige og Danmark. Den er knyttet til lysåbne voksesteder med lav vegetation på tør bund.
Himmelblå lungeurt findes kun vildtvoksende ét enkelt sted i Danmark, i Hornsherred på Sjælland. Den er opført som akut truet på den danske rødliste siden 1997.
På det eneste voksested i Danmark er jorden kalkrig og tør, og området bliver plejet som et overdrev med lav plantevækst. Her findes den sammen med bl.a. engtroldurt, europæisk engblomme, knoldet mjødurt, kødfarvet gøgeurt, liden frøstjerne, nikkende kobjælde, skovkløver, storblomstret brunelle og strandkvan.